# Rospentek
Rospentek, aussi appelée Rospentek Aike, est une localité rurale argentine située dans le département de Güer Aike, dans la province de Santa Cruz.

## Géographie
La ville de Rospentek Aike est née de l'installation d'un ranch dans cette zone. Il y a là une garnison militaire de l'armée argentine. Elle est située près de la route nationale 40, et au début de la route nationale 293 vers le col international Laurita - Casas Viejas, avec le Chili. Les villes les plus proches sont : El Turbio à environ sept km au sud-est ; Veintiocho de Noviembre ; Julia Dufour et Yacimiento Río Turbio à environ 16,5 km au nord-ouest ; tandis qu'à environ 23 km linéaires à l'ouest se trouve, au Chili, la ville de Puerto Natales.

## Garnison militaire
La garnison de l'armée de terre de Rospentek (Guar Ej Rospentek) est la base la plus méridionale de l'armée argentine et abrite le régiment d'infanterie mécanisée 35 Coronel Manuel Dorrego et l'escadron d'exploration de cavalerie blindée 11 Coronel Juan Pascual Pringles. Elle abrite également le camp d'entraînement Estancia Primavera.
Elle partage normalement les fêtes nationales avec la communauté locale. Elle reçoit également des visites d'unités de l'armée chilienne.

## Démographie
La localité compte 677 habitants (Indec, 2010),, soit 233 femmes et 444 hommes ; ce qui représente une augmentation de 30 % par rapport au précédent recensement de 2001 qui comptait 519 habitants.